# Kitoï
Le Kitoï (en russe : Китой, en bouriate : Хүти гол, Khouti gol) est une rivière de Russie qui coule dans l'oblast d'Irkoutsk et en Bouriatie, en Sibérie orientale. C'est un affluent de l'Angara en rive gauche, donc un sous-affluent de l'Ienisseï.

## Étymologie
Il est supposé que le nom vient de la langue des Kètes, et signifie « courant du loup ».

## Géographie
Le Kitoï a une longueur de 316 kilomètres. Son bassin versant a une superficie de 9 190 km2 et son débit moyen ou module se monte à 118 mètres cubes par seconde. 
Il prend naissance par l'union de deux branches-source, la Samarta et l'Ourda-Oulyta, sur le versant septentrional des monts Saïan orientaux. Il coule en règle générale en direction du nord-est, et se jette dans l'Angara au niveau de la grande ville d'Angarsk.
À part Angarsk, il ne baigne pas de villes importantes.
Le Kitoï est pris par les glaces depuis début novembre, jusqu'à la fin du mois d'avril.

## Affluents
- le Toïssouk (rive droite)

## Hydrométrie - Les débits mensuels à Kitoï

Climogramme d'Irkoutsk

Le débit du Kitoï a été observé pendant 40 ans (durant la période 1947-1990) à Kitoï, localité située à douze kilomètres de son embouchure dans l'Angara. 
Le débit inter-annuel moyen ou module observé à la station de Kitoï sur cette période était de 118 m3/s pour une surface de drainage de 8 420 km2, soit près de 92 % de la totalité du bassin versant de la rivière.
La lame d'eau écoulée dans ce bassin versant se monte ainsi à 444 millimètres par an, ce qui doit être considéré comme assez élevé, mais correspond aux valeurs observées sur les autres cours d'eau de la région. 
Cours d'eau alimenté avant tout par les pluies de l'été, le Kitoï est une rivière de régime pluvial. 
Les hautes eaux se déroulent en été, de juin à septembre, avec un sommet en juillet-août, correspondant à la pluviosité maximale dans la région (voir climogramme d'Irkoutsk). En septembre, le débit commence à baisser, et cette baisse s'accentue en octobre et novembre, ce qui constitue le début de la période des basses eaux. Celle-ci a lieu de novembre-décembre à mars-avril, et correspond aux gelées intenses qui s'abattent sur toute la Sibérie. 
Le débit moyen mensuel observé en mars (minimum d'étiage) est de 25,0 m3/s, soit plus de 8 % du débit moyen du mois de juillet, maximum de l'année (289 m3/s, ce qui montre une amplitude des variations saisonnières assez modérée, du moins dans le cadre sibérien.
Ces écarts peuvent cependant être plus importants d'après les années : ainsi sur la durée d'observation de 40 ans, le débit mensuel minimal a été de 14,7 m3/s en février 1957, tandis que le débit mensuel maximal s'élevait à 581 m3/s en juillet 1952.
En ce qui concerne la période libre de glaces (de juin à octobre inclus), le débit mensuel minimal observé a été de 61,8 m3/s en octobre 1958, ce qui restait plus que confortable. 